# Laccoptera parallelipennis
Laccoptera parallelipennis es una especie de insecto coleóptero de la familia Chrysomelidae.
Fue descrita científicamente en 1903 por Spaeth.